# جسم مالوري

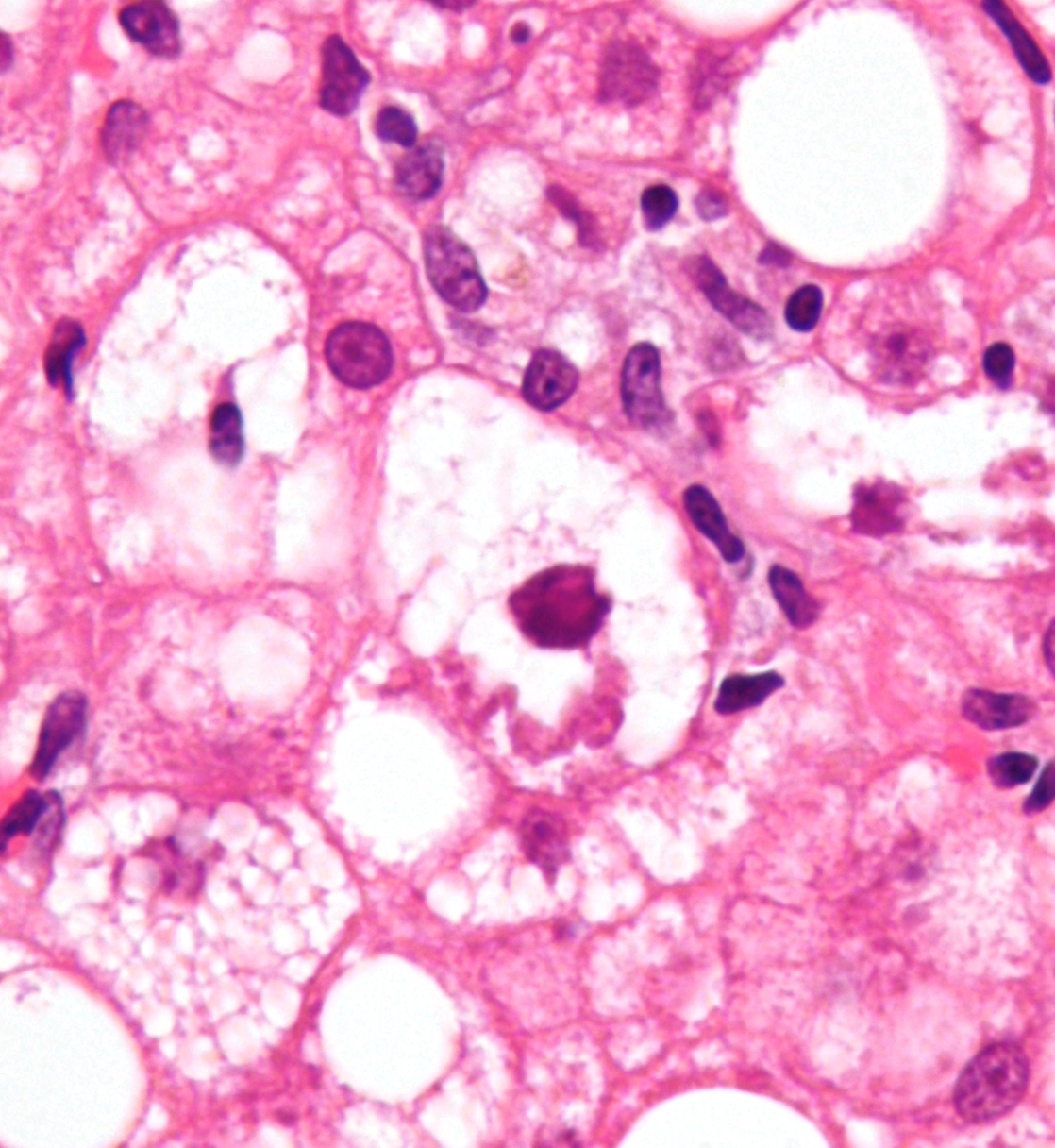
أجسام مالوري -تحت المجهر- في مركز الصورة، وتبدو بلون وردي داكن.

جسم مالوري (بالإنجليزية: Mallory Body)‏ هو مشتمل يوجد في سيتوبلازم خلايا الكبد، سميت نسبة إلى فرانك بور مالوري، وتتكون من خيوط من الكيراتين.
أجسام مالوري ترى عادة في كبد المرضى المصابين بأمراض الكبد الكحولية، وهي أكثر شيوعا في مرضى الالتهاب الكبدي الكحولي، والتليف الكحولي.
يمكن رؤية أجسام مالوري أيضا في مرض ولسون (25%)، والتليف الصفراوي الأولي (24%)، والتليف الكبدي غير الكحولي (24%) ، سرطان الخلايا الكبدية (23%)، السمنة المرضية (8%)، وغيرها من الأمراض.

## الشكل
أجسام مالوري عالية اليوزينية (Eosinophilic) ولذلك تظهر وردية اللون بصبغة الهيماتوكسلين والإيوسين.

## معرض صور

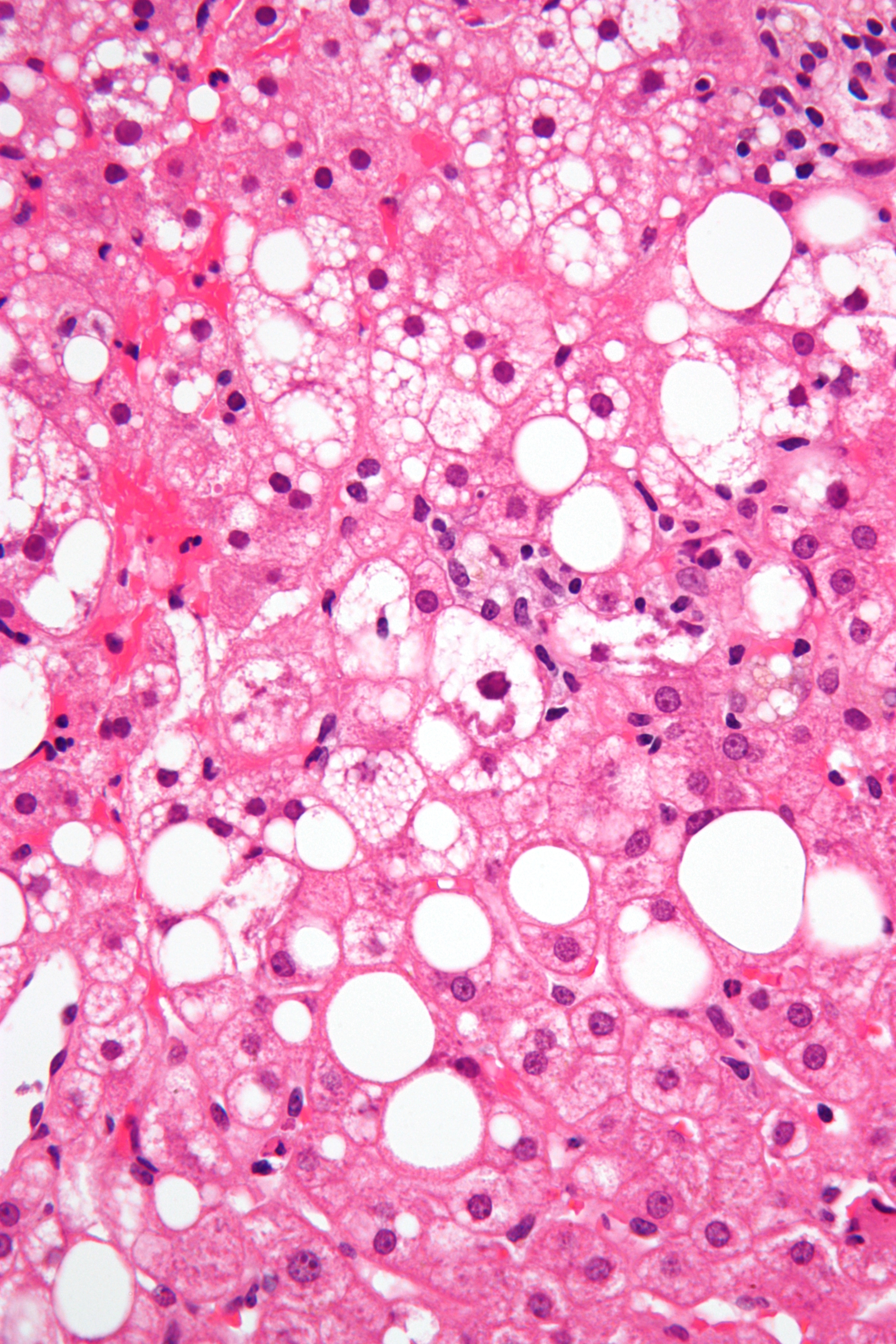
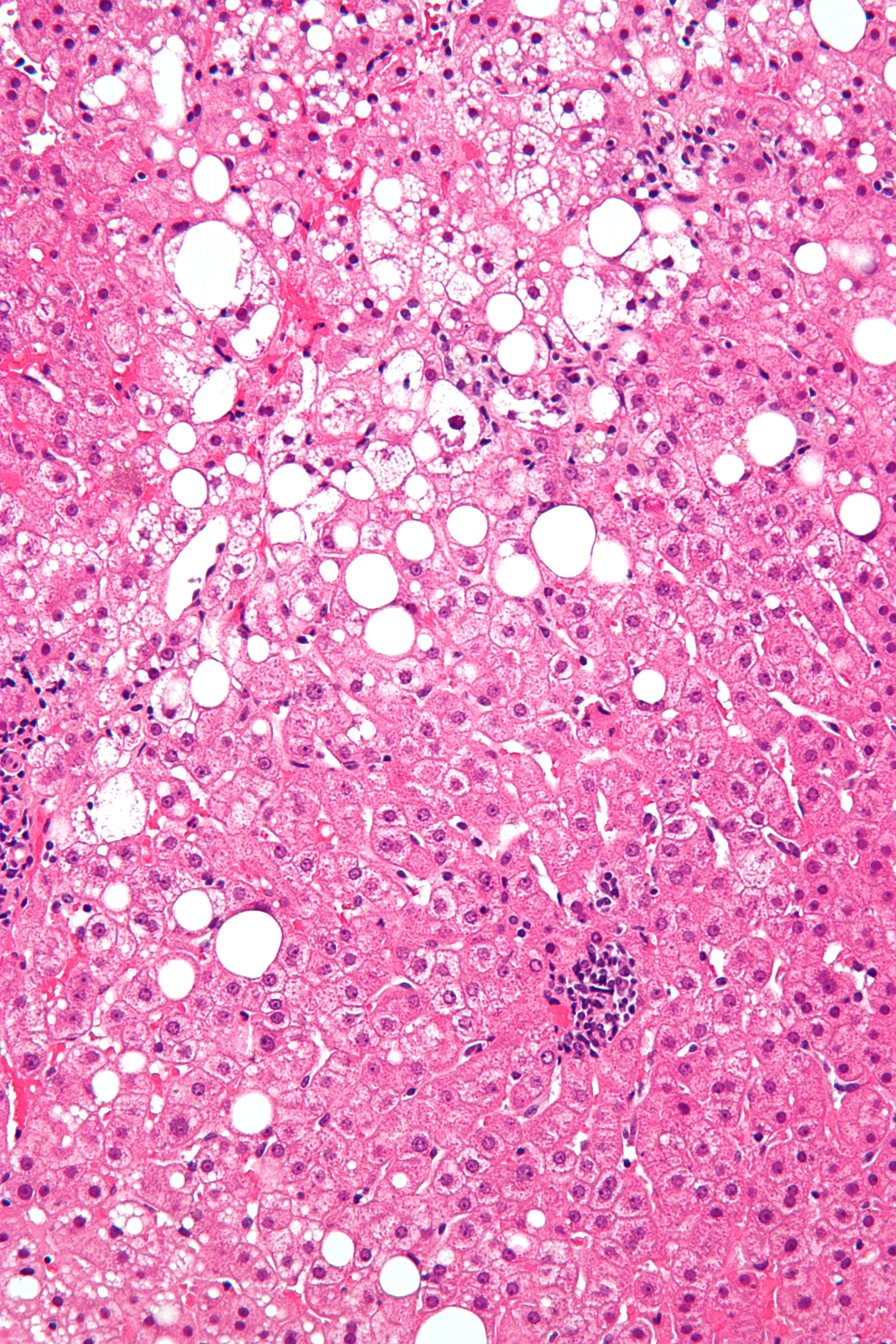
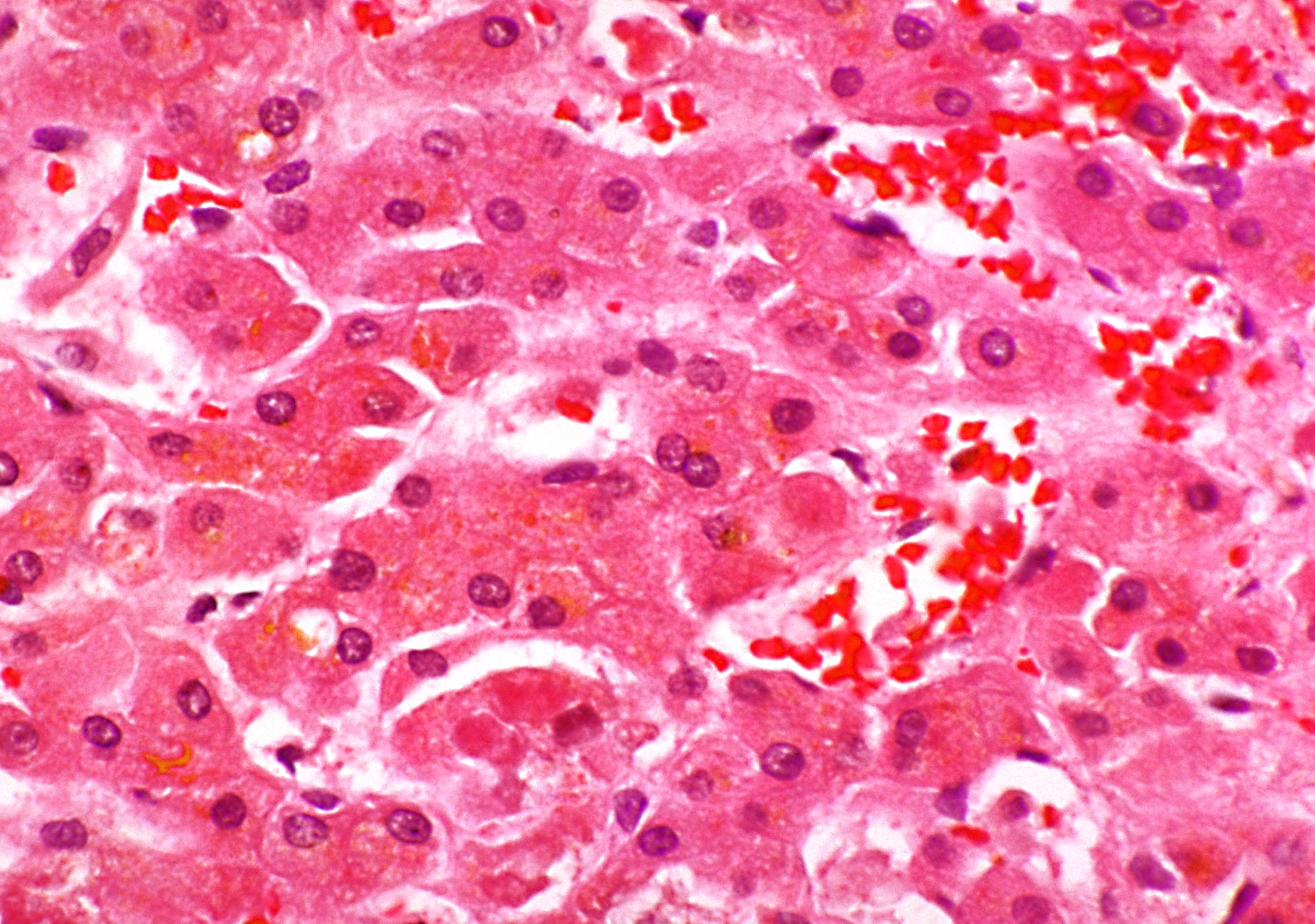
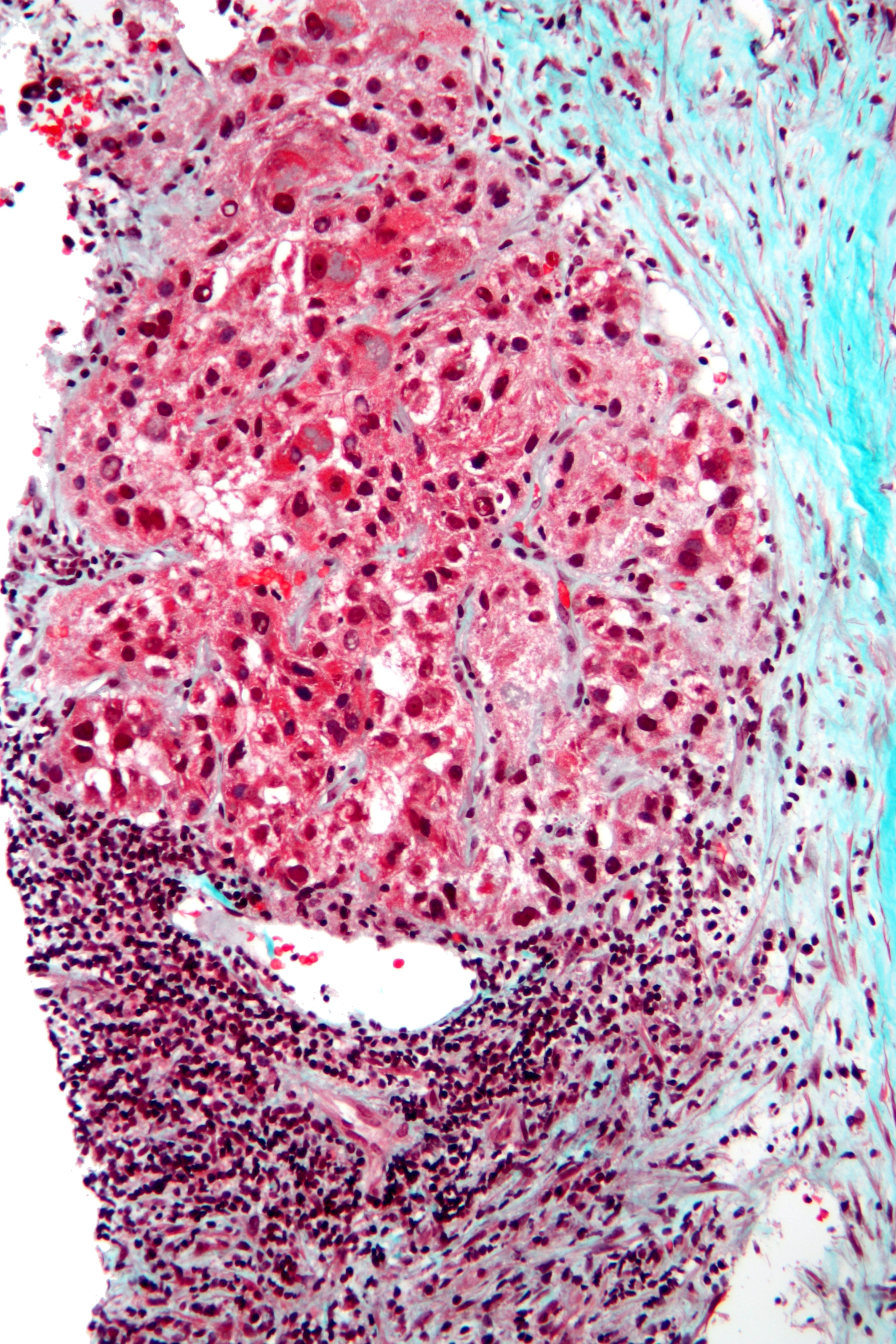